# Maków Podhalański (gmina)
Maków Podhalański (do 1954 gmina Maków) – gmina miejsko-wiejska w województwie małopolskim, w powiecie suskim. W latach 1975–1998 gmina położona była w województwie bielskim. W skład gminy wchodzi miasto Maków Podhalański (siedziba gminy) oraz 6 wsi: Grzechynia, Białka, Juszczyn, Kojszówka, Wieprzec i Żarnówka.

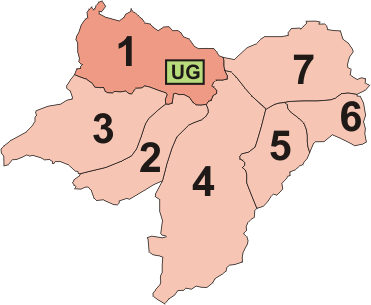
Podział gminy Maków Podhalański. 1. Maków Podhalański 2. Białka, 3. Grzechynia, 4. Juszczyn, 5. Kojszówka, 6. Wieprzec, 7. Żarnówka.

Według danych z 30 czerwca 2004 gminę zamieszkiwało 15 812 osób. Natomiast według danych z 31 grudnia 2017 roku gminę zamieszkiwało 16 219 osób.

## Położenie
Gmina Maków Podhalański położona jest na pograniczu Beskidu Żywieckiego i Makowskiego, w dolinie rzeki Skawy i jej dopływów.

## Struktura powierzchni
Według danych z roku 2002 gmina Maków Podhalański ma obszar 108,94 km², w tym:
- użytki rolne: 45%
- użytki leśne: 47%

Gmina stanowi 15,89% powierzchni powiatu.

## Historia
Początki osadnictwa na obszarze gminy sięgają najprawdopodobniej 2. połowy XIV wieku. Pierwsze pewne wzmianki pochodzą z początku XV wieku – w dokumencie z 1410 wymieniony jest wraz z kilkunastoma okolicznymi wsiami Maków, Juszczyn i Kojszówka. Z 1562 pochodzi pierwsza wzmianka o wsi Biała (dzisiejszej Białce), najmłodszą wsią jest Wieprzec.
W Makowie dość szybko powstała parafia, która zasięgiem objęła znaczny obszar. Od początku wsie dzisiejszej gminy wchodziły w skład starostwa lanckorońskiego. Również później były połączone wspólnym losem. Cały ten obszar znany był z wyrobów z drewna – rzemieślnicy z Makowa mieli m.in. obowiązek dostarczania do żup solnych w Wieliczce beczek na sól i stempli do kopalni. Obok rzemiosła podstawą lokalnej ekonomii było rolnictwo. Wsie te tworzyły jeden zespół dóbr ziemskich z siedzibą w Makowie, będącym najlepiej rozwijającą się wsią w tym obszarze. Dzięki temu w 1. połowie XIX wieku wieś otrzymała prawa miejskie, a na początku XX wieku była przez kilka lat siedzibą powiatu.
Gmina Maków Podhalański w swoim obecnym kształcie powstała w 1973 po rozwiązaniu gromad.
10 lipca 2005 odbyły się w gminie konsultacje społeczne w sprawie podziału gminy na trzy mniejsze jednostki: gminę miejską Maków Podhalański, gminę wiejską Maków Podhalański (wsie: Grzechynia, Kojszówka, Juszczyn, Wieprzec i Żarnówka) oraz gminę wiejską Białka. Żądania podziału gminy wynikały z nieporozumień na temat podziału finansów gminy. W konsultacjach udział wzięło 11,7% uprawnionych do głosowania, z czego 59,7% opowiedziało się za podziałem. Ostatecznie nie doszło do podziału gminy.
W 2013 na terenie gminy oddano do użytku prywatne lądowisko Blachdom Plus Maków Podhalański.

## Demografia

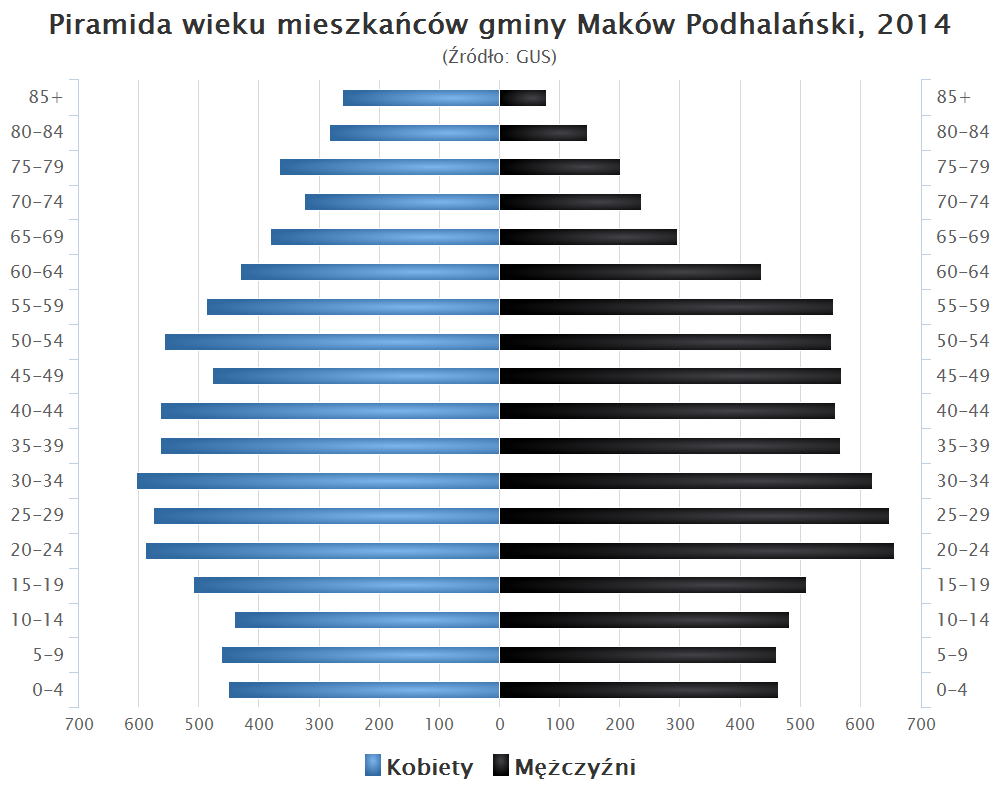
Piramida wieku mieszkańców gminy Maków Podhalański w 2014 roku

Dane z 30 czerwca 2004:
| Opis                              | Ogółem | Ogółem | Kobiety | Kobiety | Mężczyźni | Mężczyźni |
| --------------------------------- | ------ | ------ | ------- | ------- | --------- | --------- |
| Jednostka                         | osób   | %      | osób    | %       | osób      | %         |
| Populacja                         | 15 812 | 100    | 7959    | 50,3    | 7853      | 49,7      |
| Gęstość zaludnienia [mieszk./km²] | 145,1  | 145,1  | 73,1    | 73,1    | 72,1      | 72,1      |

## Turystyka

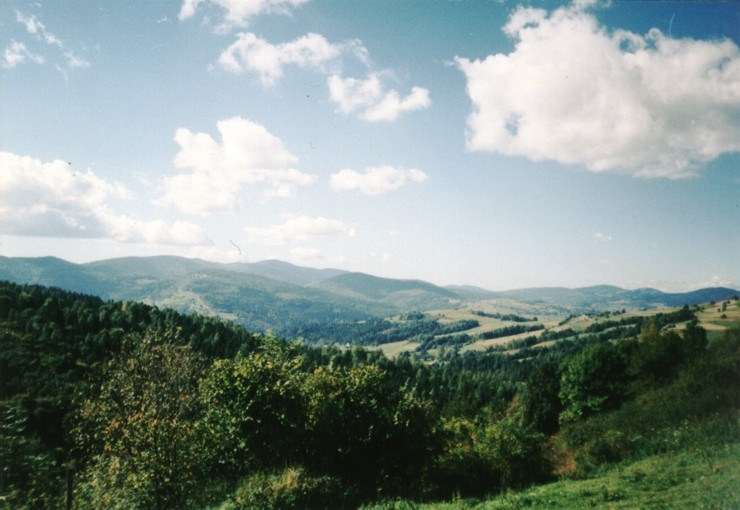
Krajobraz górski gminy Maków Podhalański

Gmina ma dość dobre warunki do rozwoju turystyki, ale pozostaje jednak w tyle za sąsiednią gminą Zawoja. Najwięcej obiektów turystycznych znajduje się w Makowie Podhalańskim, który swój rozwój zawdzięcza dobrym warunkom klimatycznym. Jego walory odkryte zostały na początku XX wieku, a szczególny rozkwit przypadł na okres dwudziestolecia międzywojennego, kiedy to powstały liczne wille i pensjonaty.
Obszar gminy stanowi bazę wypadową dla turystów wyruszających w Beskid Żywiecki i Makowski.

## Zabytki
- Maków Podhalański

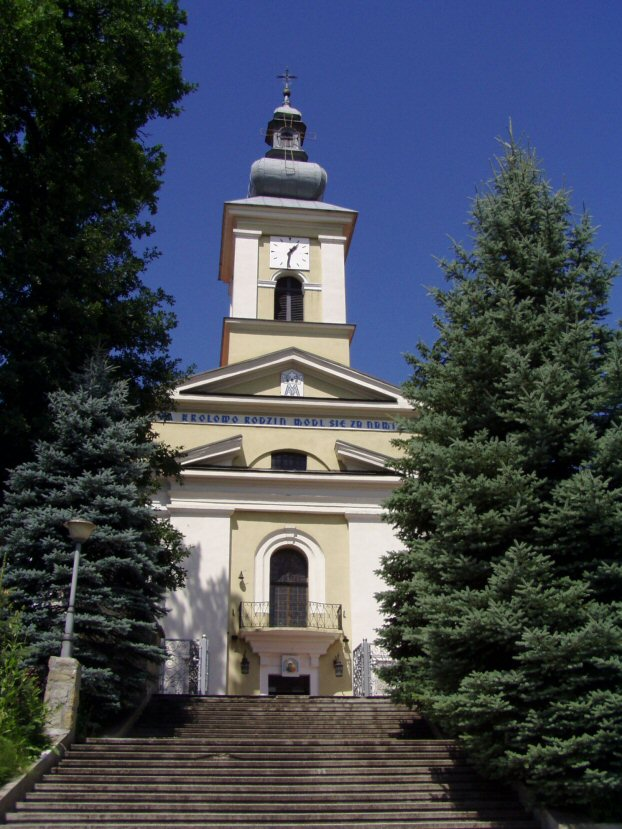
Kościół w Makowie Podhalańskim

  - późnoklasycystyczny kościół z początku XIX wieku z obrazem Matki Boskiej Makowskiej (koronowany w 1979)
  - pozostałości huty „Maurycy” z XIX wieku
- pozostałe miejscowości
  - kaplice i figury przydrożne

## Znane osoby pochodzące z gminy
- Andrzej Chowaniec – hokeista
- Tomasz Hajto – piłkarz
- Kazimierz Jancarz – Ksiądz
- Grzegorz Guzik – biathlonista, dwukrotny olimpijczyk
- Jan Pęczek – aktor

## Sąsiednie gminy
Budzów, Bystra-Sidzina, Jordanów, Stryszawa, Sucha Beskidzka, Tokarnia, Zawoja, Zembrzyce